# Isaac Forster
Isaac Forster (* 14. August 1903 in Dakar; † 27. März 1984 ebenda) war ein senegalesischer Jurist. Er gehörte von 1964 bis 1982 als Richter dem Internationalen Gerichtshof in Den Haag an.

## Leben
Isaac Forster wurde 1903 in Dakar geboren und besuchte das Lycée Hoche in Versailles. Anschließend studierte er Rechtswissenschaften in Paris, wo er das Lizenziat erwarb.
In der Folgezeit durchlief er verschiedene Posten bei Gericht und Staatsanwaltschaft in Französisch-Westafrika und später im Senegal. So wirkte er ab Juni 1933 als stellvertretender Staatsanwalt in Conakry, ab 1941 als Richter in Saint Denis und anschließend in Madagaskar und ab Juli 1942 als Procureur de la République in Lomé. 1945 wurde Isaac Forster zum Conseiller des Berufungsgerichts in Guadeloupe ernannt und im Januar 1947 zum Conseiller des Berufungsgerichts von Französisch-Westafrika. Ab 1952 war er für den damaligen französischen Präsidenten Vincent Auriol tätig und ab 1956 für dessen Nachfolger René Coty. Im September 1957 übernahm er den Vorsitz einer Kammer des Berufungsgerichts von Französisch-Westafrika.
Im Jahr 1958 wurde Isaac Forster zum Generalsekretär der senegalesischen Regierung ernannt. 1959 übernahm er das Amt des Generalstaatsanwalts in Dakar, ein Jahr später wurde er zum Präsidenten des obersten Gerichtshofs Senegals ernannt. Von 1964 bis 1982 wirkte er als Richter am Internationalen Gerichtshof in Den Haag.
Isaac Forster gehörte darüber hinaus dem Expertenkomitee für die Anwendung der Übereinkommen und Empfehlungen der Internationalen Arbeitsorganisation an. Er war ab 1963 Mitglied des Institut de Droit international und wurde für seine Verdienste mehrfach ausgezeichnet.
Isaac Forster starb 1984 in seiner Heimatstadt.